# Arthez-d'Armagnac
Arthez-d'Armagnac (gaskonsko Artés d'Armanhac) je naselje in občina v francoskem departmaju Landes regije Akvitanije. Naselje je leta 2009 imelo 125 prebivalcev.

## Geografija
Kraj leži v pokrajini Gaskonji ob reki Gaube 20 km vzhodno od središča Mont-de-Marsana.

## Uprava
Občina Arthez-d'Armagnac skupaj s sosednjimi občinami Bourdalat, Le Frêche, Hontanx, Lacquy, Montégut, Perquie, Pujo-le-Plan, Saint-Cricq-Villeneuve, Sainte-Foy, Saint-Gein in Villeneuve-de-Marsan sestavlja kanton Villeneuve-de-Marsan s sedežem v Villeneuve-de-Marsanu. Kanton je sestavni del okrožja Mont-de-Marsan.

## Zanimivosti
- romanska cerkev sv. Janeza Krstnika;